# Elizabeth Copes
Elizabeth Carina Copes (La Plata, 4 de octubre de 1976) es una deportista argentina que compitió en judo.
Ganó una medalla en los Juegos Panamericanos de 2003 y cinco medallas en el Campeonato Panamericano de Judo entre los años 1996 y 2005.

## Palmarés internacional
| Juegos Panamericanos    | Juegos Panamericanos            | Juegos Panamericanos | Juegos Panamericanos |
| Año                     | Lugar                           | Medalla              | Categoría            |
| ----------------------- | ------------------------------- | -------------------- | -------------------- |
| 2003                    | Santo Domingo (Rep. Dominicana) | Medalla de bronce    | –70 kg               |
| Campeonato Panamericano |                                 |                      |                      |
| Año                     | Lugar                           | Medalla              | Categoría            |
| 1996                    | San Juan (Puerto Rico)          | Medalla de bronce    | –66 kg               |
| 2002                    | Santo Domingo (Rep. Dominicana) | Medalla de bronce    | –70 kg               |
| 2003                    | Salvador (Brasil)               | Medalla de bronce    | –70 kg               |
| 2004                    | Isla de Margarita (Venezuela)   | Medalla de plata     | –70 kg               |
| 2005                    | Caguas (Puerto Rico)            | Medalla de bronce    | –70 kg               |